# Klietz
Klietz är en kommun och ort i Landkreis Stendal i förbundslandet Sachsen-Anhalt i Tyskland.
Den tidigare kommunen Neuermark-Lübars uppgick i Klietz den 1 januari 2010.
Kommunen ingår i förvaltningsgemenskapen Elbe-Havel-Land tillsammans med kommunerna Kamern, Sandau (Elbe), Schollene, Schönhausen (Elbe), Wust-Fischbeck.